# 商団事件
商団事件（しょうだんじけん、広東政府側呼称は広州商団叛乱、商団側呼称は西関屠城血案または西関惨案）は、1924年10月10日に中華民国広東省広州市で発生した、孫文の広東大元帥府（第三次広東政府）と現地商人の武装組織（団練）である「商団」の間の武力衝突である。
広東政府は、直隷派が英米両国の支援を受けており、さらに広州商団団長陳廉伯がイギリス国籍であったことを根拠とし、イギリス政府をはじめとする外国勢力が広州商団を操って、北伐を妨害しようとした可能性があると主張した。
しかし、事件後の分析によれば、この事件は確かに北伐軍が江西に進軍する時期に発生し、呉佩孚（直隷派の指導者）は軍事行動を起こす動きを見せたものの、英国政府や南北の各軍閥はいずれも広州商団に対し実質的な援助を行わなかった。また、商団事件において広州商団は合議制を採用しており、陳廉伯個人の影響力はそれほど大きくなかった。
広州商団は、一般的な意味での軍事勢力ではなく、あくまで商人の利益を代表し、それを守るための組織であった。商団は政府や軍閥と衝突する際には確かに弱い立場にあったが、一方で、1920年代の労使対立の激化や労働運動の台頭の中では、商人よりもさらに弱い立場にあった労働者に対して暴力を行使することが多かった。そのため、商団は労働者との間に深い怨恨を抱えていた。多くの労働者は商団に同情するどころか、政府が商団に対して強硬な政策を取ることを積極的に求めた。広州の労働者は、政府に対して商団の武装解除を求める電報の中で、「商団軍はその設立以来、我々の労働団体を圧迫し、労働者を虐殺した事例は数え切れない」と訴えた。また、労働組合や各界も大規模な反商団集会を開催した。商団が最初に発砲し、工団や警衛軍の人員を殺害したことを受け、広東政府が武力で鎮圧する決定を下した際、労働者、農民、兵士、学生といった各界の支持を得ることができた。商団の側に立ったのは商人階級のみであり、非常に孤立していた。このことが、商団事件が短期間で鎮圧された要因の一つであった。

## 背景

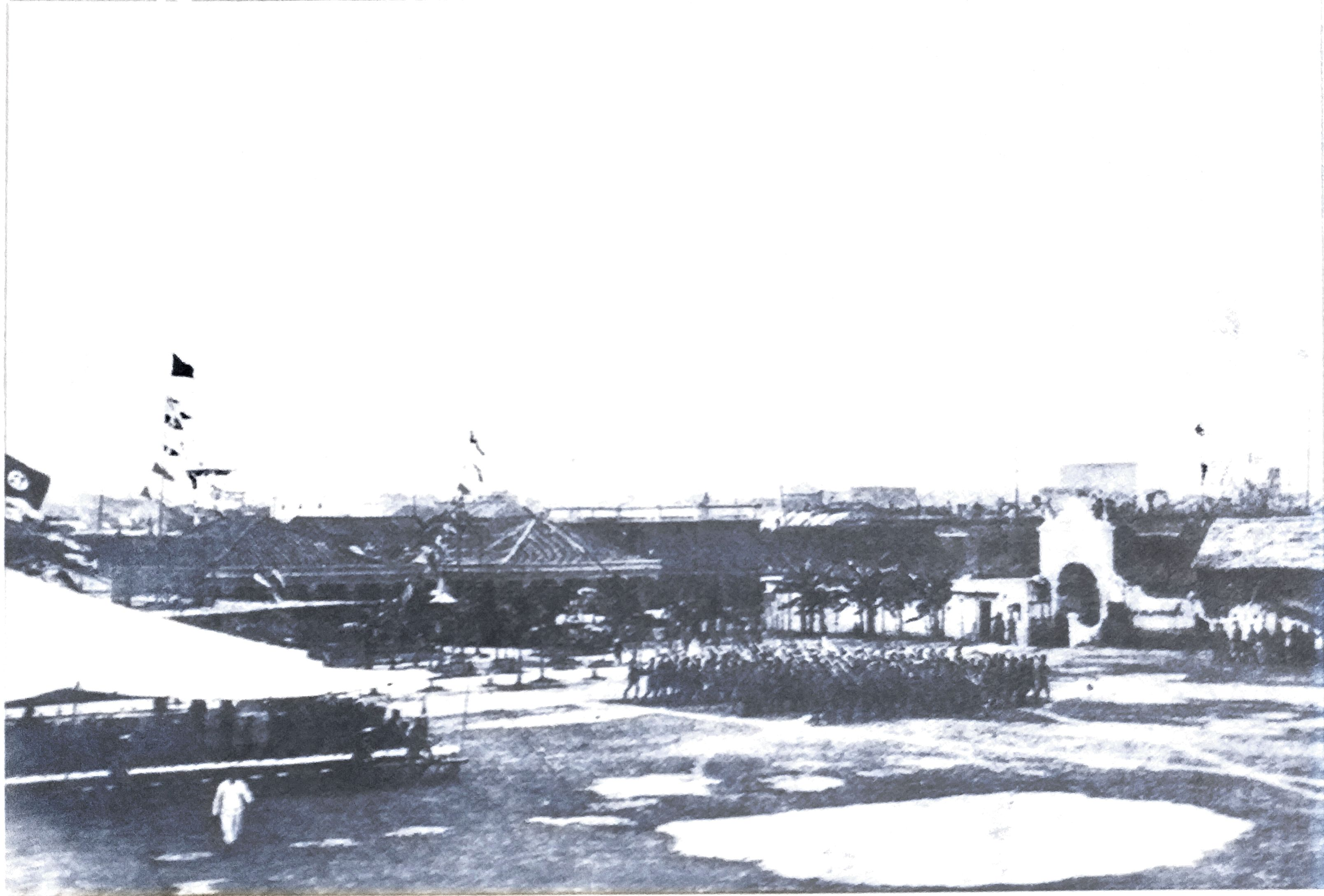
商団軍の操練場

広州商団の民兵組織の沿革は清末民初にさかのぼる。長年にわたる戦乱や匪賊の横行により、現地住民は自衛のために武装組織を結成するようになった。広州の商人たちも自衛のため、1912年に広州商団を設立し、香港上海銀行買弁の陳廉伯が団長に就任するとともに、広州粤商公安維持会（商団公所）の理財課主任を兼任した。陳廉伯は商団の運営資金を支出し、また借款を通じて銃器を購入することで、広州商団の武装を強化した。その結果、龍済光や陸栄廷が広州を統治していた時期にも、広州の商業活動は正常に維持された。
1916年9月25日に陸栄廷が広東督軍の地位を得て以来、広東は広西派の支配下に置かれ、地方財政の混乱を引き起こした:2。1920年10月、陳炯明は粤軍を率いて広州を長年支配していた広西派を駆逐し、「粤人治粤（広東人による広東統治）」の時代を開始した:1。同年11月、広東に入った陳は広東省長に就任し、孫文、唐紹儀、伍廷芳を広東に招いて政務に参加させた（第二次広東政府）。孫文は11月に上海から広州へ戻り、陳炯明の軍を改編して自らの指揮下に置いた。しかし、「聯省自治」を提唱する陳と、武力による北伐を主張する孫文の間の政治理念の違いが次第に顕在化した結果、1922年6月16日に「六一六事変」が発生し、両者は決裂した。1923年、孫文が指揮する軍は雲南派・広西派と連携して陳を撃破し、広州の支配権を掌握した。しかし、広東に進駐した滇軍（雲南派）や桂軍（広西派）はそれぞれが勝手に防衛区域を設け、商人を標的にした重税を課した。例えば、「護商」の名目で水陸交通の要所に「護商機関」の関所を設置し、通行する商人や旅客から「保護費」を徴収した。そのため、一般商民は「このような護運機関はまるで海賊の砦の同然である」と憤慨した。これに対し、大元帥府は各部隊に関所を廃止し課税を禁止するよう何度も命じたが、効果はなかった。さらに、広東の税収は滇・桂軍の駐留部隊により現地で直接徴収され、孫文が何度も返還を命じたが実現しなかった。そこで、孫文は鄒魯を広東財政庁長に任命し、財政の立て直しを図ったが、効果は薄く、官兵の給与の支払いすら困難な状況に陥った。最終的に、孫文は寺院などの公共用地を売却し、大量の紙幣を発行して資金を調達せざるを得なかった。孫文は客軍（滇軍・桂軍）に対して有効な対策を打てず、「壁に頭を打ちつける」ほどの苦悩」を味わったと言われている。ある軍事会議では、孫文は深い悲しみを込めて「滇・桂軍の諸官、君たちが陳炯明を追い出してくれたことは大変感謝している。しかし、まさか君たちが私の名を借りて、私の故郷を蹂躙するとは思わなかった」と発言した。商団事件の後、孫文は「今回の民衆の激しい怒りは、客軍への憎しみから生じたものだ」と嘆いた。
当時、広州を中心とする珠江デルタは中国でも有数の工業・商業の発達した地域の一つであり、広州の商人たちは強大な経済力を持っていた。そのため、清朝の官僚、革命党人、軍事勢力のいずれもが広東で政権を握る際には、広州の商人から政治的・財政的な支援を得ようとした。清末の両広総督や民国期の都督・督軍は広東に赴任すると、必ず商団の代表と会見し、重要な政策を決定する際には商団の指導者を招いて意見を求めるのが通例だった。政府が商人に対して寛容な政策をとればとるほど、商団の指導者たちは社会的な威信を高め、地方政治に対する影響力を強めていった。そして、広州の商人たちは、政府の政策が商業界の利益を著しく損なうと判断した場合、時には「罷市（ストライキ）」などの手段を用いて政府に対抗した。1923年から1924年にかけて、広州の商人たちは政府の税制政策に抵抗し、何度もストライキを行った。商団事件の数か月前にはその動きが最高潮に達しており、ストライキのたびに政府は商人の圧力に屈して新たな税の撤廃を余儀なくされており、広州の商人たちは、さらなる勢力拡大を図れば、政府も手を出せなくなると考えた。このような背景の中、広東省全土の商団は大会を開き、「統一馬路業権案」に反対する大規模な罷市の最中に、商団の聯防（連合防衛）を組織しようとした。報道によれば、大会では「大砲、機関銃、拳銃、小銃、船舶、電船の追加購入、商団軍専用の病院設置、医療救護隊の編成、弾薬製造工場の建設、遺族扶助資金の準備」などが議論され、さらには広東省中から数千万元相当の慈善基金の「半分を商団の拡充資金に充てる」ことまで持ち上がったとされる。
しかし、これらの動きは、商人の自衛武装の必要性をはるかに超えていた。広東全省商団聯防章程では、聯防総部が「全省各地の商団軍の命令と統率を担う」と規定されており、その責任は全省商団代表大会にのみ負うとされていた。章程には「代表大会で決議し、省政府に届け出た日から施行する」と記されており、政府の審査や承認については一切触れられていなかった。さらに、聯防総部には八つの主要部署が設けられ、その組織構造は当時の中国軍の高級司令部と全く同じであった。また、商団聯防総部は「各地の分団との公文書のやり取りにおいて政府公文の形式を採用し、指令を発しており、まるで中央政府の機関のようであった」。もし商団聯防の議案や章程が完全に実施されれば、政府の統制を受けない独立した軍事・政治権力の中心が生まれることになる。商団聯防会議が大々的に開催されたことは、政府当局にとって大きな警戒を呼び起こした。さらに、商団が連合を決定した直後に、大量の武器が広州へ運び込まれたことも、広東政府の懸念を強めた。こうした状況を受け、広東政府にとって商団の武装を押収し、商団聯防総部の設立を禁止することは、避けられない選択となった。

## 発端

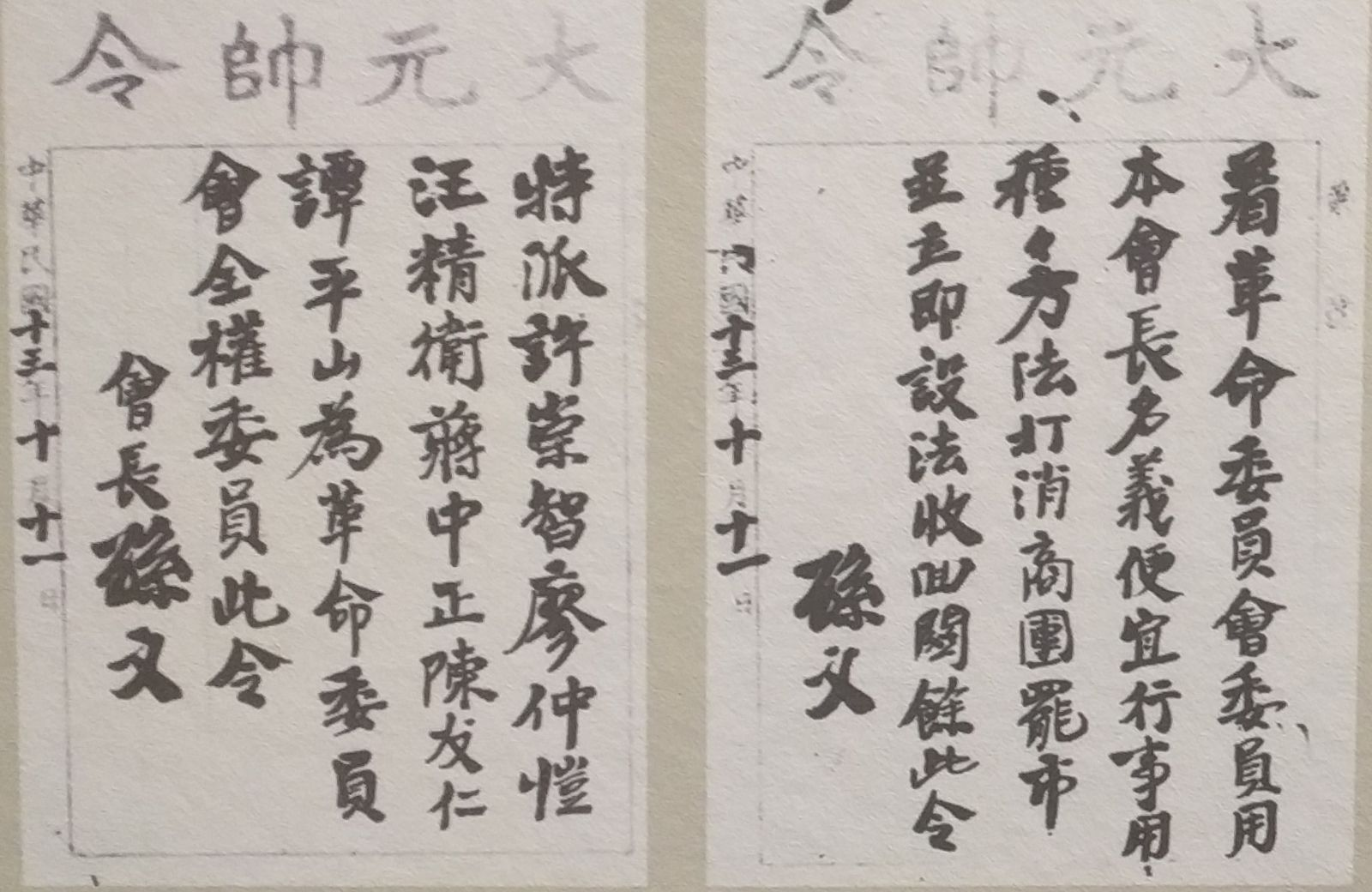
孫中山が革命委員会へ発した手令

1924年1月、中国国民党第一次全国代表大会が開催され、聯ソ・容共・扶助農工の三大政策実施が発表された。広州の商人たちは、ソ連の支援を受けた孫文が共産主義を実施するのではないかと恐れ、多くが孫文率いる国民党を敵視するようになった。しかし、広州の商人たちは「共産」とは何かを理解していなかった。1924年5月、広東政府が「統一馬路業権案」の実施を発表し、西関の道路沿いの商店の所有権を没収し、賃貸権に対する税を政府に納めるよう命じた際、商人たちはこれを「共産主義導入の第一歩」だと考えた。しかし、実際には、これは政府が税収を増やし、広州の商業を改革するための新たな政策にすぎず、「共産主義」とはまったく関係がなかった。孫文政権は「共産主義」を実施する意図はなく、むしろ繰り返しさまざまな手段を通じてその立場を明確にしていた。国民党の綱領には、都市の商人の利益を保護する内容はあっても、損害を与えるような内容は含まれていなかった。
当時の広州は三つの財政的圧力に直面していた。一つは孫文政府により日増しに重くなる各種雑税、二つ目は各地の客軍による不当な保護費の徴収、三つ目は様々な幇会堂による保護費の増加であった。1924年2月、年末が迫り、各軍の徴収が急を要する中、孫文は広州の善堂（民間慈善組織）に対し、善堂の資産を担保にして50万元の「軍用手冊」を発行し、その収入をすべて政府に納め、善堂が信徒から資金を集めて返済するよう命じた。商民はすでに重い負担を強いられており、この挙は災害救援のために使用されるべき善堂の資産が実質的に没収されることになると感じた善堂は緊急会議を開き、孫文に命令を撤回するよう要請することを決定した。広州の魚商がまずストライキを行い、その後、市内の大小の食堂が一斉に営業を停止し、港の荷役労働者も全員がストライキを宣言した。しかし、孫文政府は税金、寄付金、罰金の取り立てを続行し、市内でのゼネストを引き起こした。3月から10月にかけては、「魚税」、「食堂税」、「ゴム靴税」、「銀市取引税」、「薬品特別税」、「湯税」、「追加軍費税」、「渡船税」など、さまざまな業種に対して新たな税が課せられた。海関の仲介人組合も理由をつけられて10万元の罰金を課せられた。5月下旬、広州市政庁は「統一馬路業権案」を発表し、新たな税を徴収し、商店の営業権（舗底）から徴税することを企図した。この政策に広州市民は強く反発し、広州中の商団が連携し、近隣の民団とも協力し、5月28日に全市で一斉に罷市を行うことを決定すると、戒厳令を発令して、孫文政府による増税や財産接収・人員徴発などの行為に反対した。同時に、広州市舗底維持会は三度にわたり宣言を発表し、「政府による市内の700以上の商店に対する、各沿道の地価を強制的な設定、土地売買の強制、商店の営業権破棄、立ち退きの強制、賃貸契約の破棄、家賃の引き上げに反対する。道路改良を名目に商業に害を及ぼす行為は、市民が耐えられるものでは決してない」と述べた。この宣言の最後には、「我々は自力救済を講じるべきであり、すでにこの政策に従うことが敵わないのだから、強制的に移転させられるのを待つのではなく、先に営業停止を行うべきである。5月28日を商店は一斉に営業を停止し、帳簿を閉じる日と定めるべきだ」と記載されていた。27日、調停を経て、孫文政府は譲歩し、「統一馬路業権案」を永久に撤廃することを発表したため、ストライキ運動は一時的に収束した。

しかし、結集した広州の98の商業・民間団体は、この風潮が一朝一夕で起きたものではなく、単一の事案によって引き起こされたものでもないと考え、そこで「官之衛民、不如民之自衛（官の民を衛ること、民の自衛に如かず）」というスローガンを掲げた。全省の商団・民団の代表者は広州に集まり、31日に会議を開き、広東省商団軍聯防総部の設立を決議した。総長に陳廉伯を、副長に鄧介石と陳恭綬を選出し、李頌韶をはじめとする11人が参事会の参事に任命された。総部は広州の西関に置かれた。

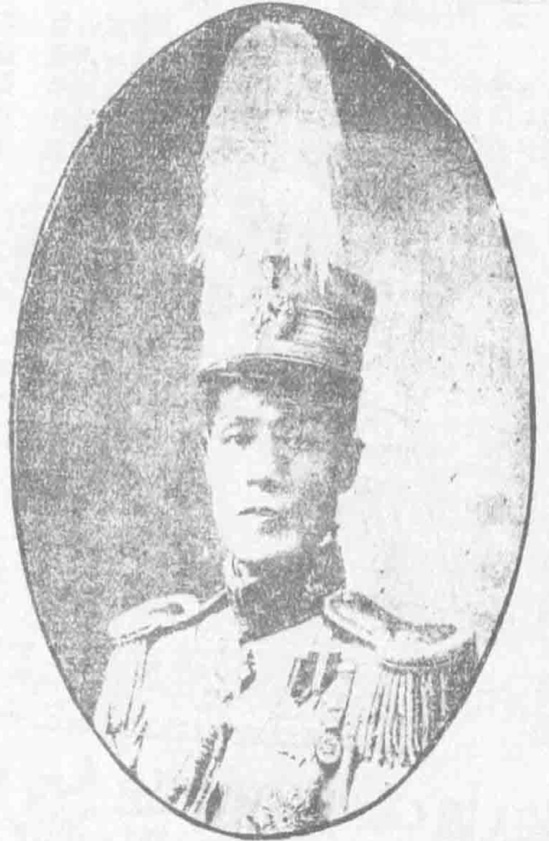
商団総団長陳廉伯
商団副団長鄧介石
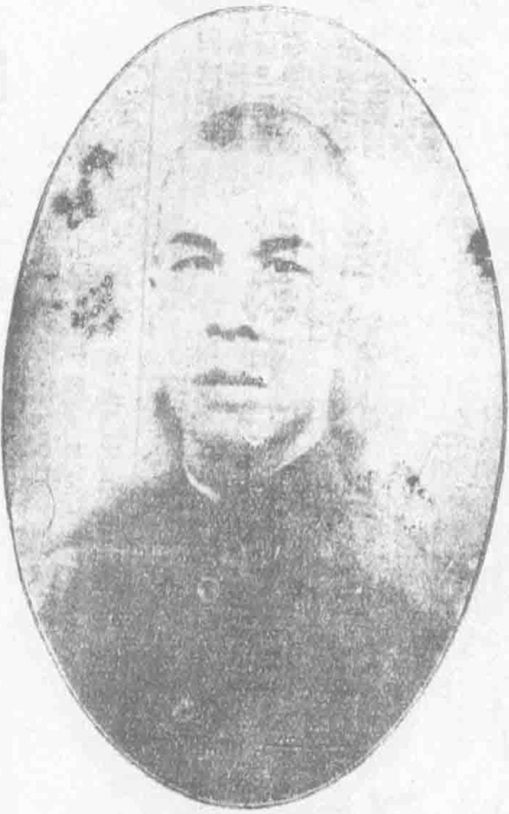
商団副団長陳恭綬
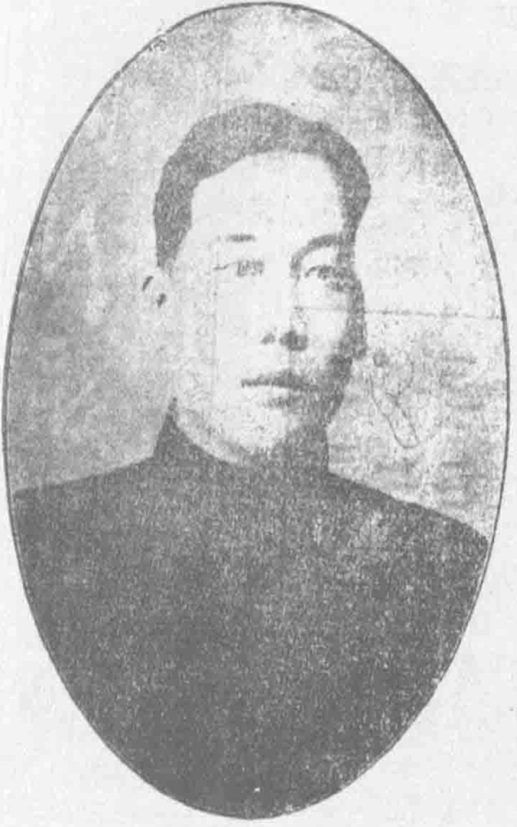
商団参事長李頌韶

5月から8月にかけて、広州の商業界では複数の業種でストライキが発生した。同時に、広東省商団軍聯防総部では武器や装備の購入について議論が行われた。しかし、商団は政府に対抗する過程で具体的な戦略を提案することはなかった。商団が聯防総部を設立した際も、政府に対して申請を行うことはなく、その文書の表現は非常に大胆で無計画であった。そのため、「商団総部の職員は皆商業界の人物で、政治や社会の動向についてはあまり理解していなかった。商団総部のすべての活動は、秘書課の数人によって決定されており、秘書たちは多くが騒ぎを起こすことを好み常識の無い輩であったため、商団総部設立後に発表された文書の多くは法的手続きを無視しており、そのため違法な行動がしばしば発生した」と言われることもあった。
1924年6月29日、孫文は軍、警察、商団の合同演習を行い、さまざまな手段で広州商団の人物を国民党に参加させようと試みたが、商団からは反応を得ることができなかった。政府と商団武装勢力の共存はもはや維持できない状況に至った。これ以前には、商団と政府軍の間で深刻な衝突が2件発生していた。1つ目は南海県九江鎮で起き、滇軍の楊希閔の部隊が税金や「出兵費」の徴収がうまくいかず、現地の土匪と結託して民団に攻撃を仕掛けたというものであった。2つ目は東莞県城で、10月5日に東莞商団が陳炯明に加担し、現地の桂軍劉震寰の部隊を襲撃したものだった:526。9月20日、韶関で北伐の誓師式が行われ、湖南と江西に分かれて進軍した:154。同日、政府は陳廉伯らに対する指名手配を取り消した:156。

## 事件の経過

### 商団扣械事件

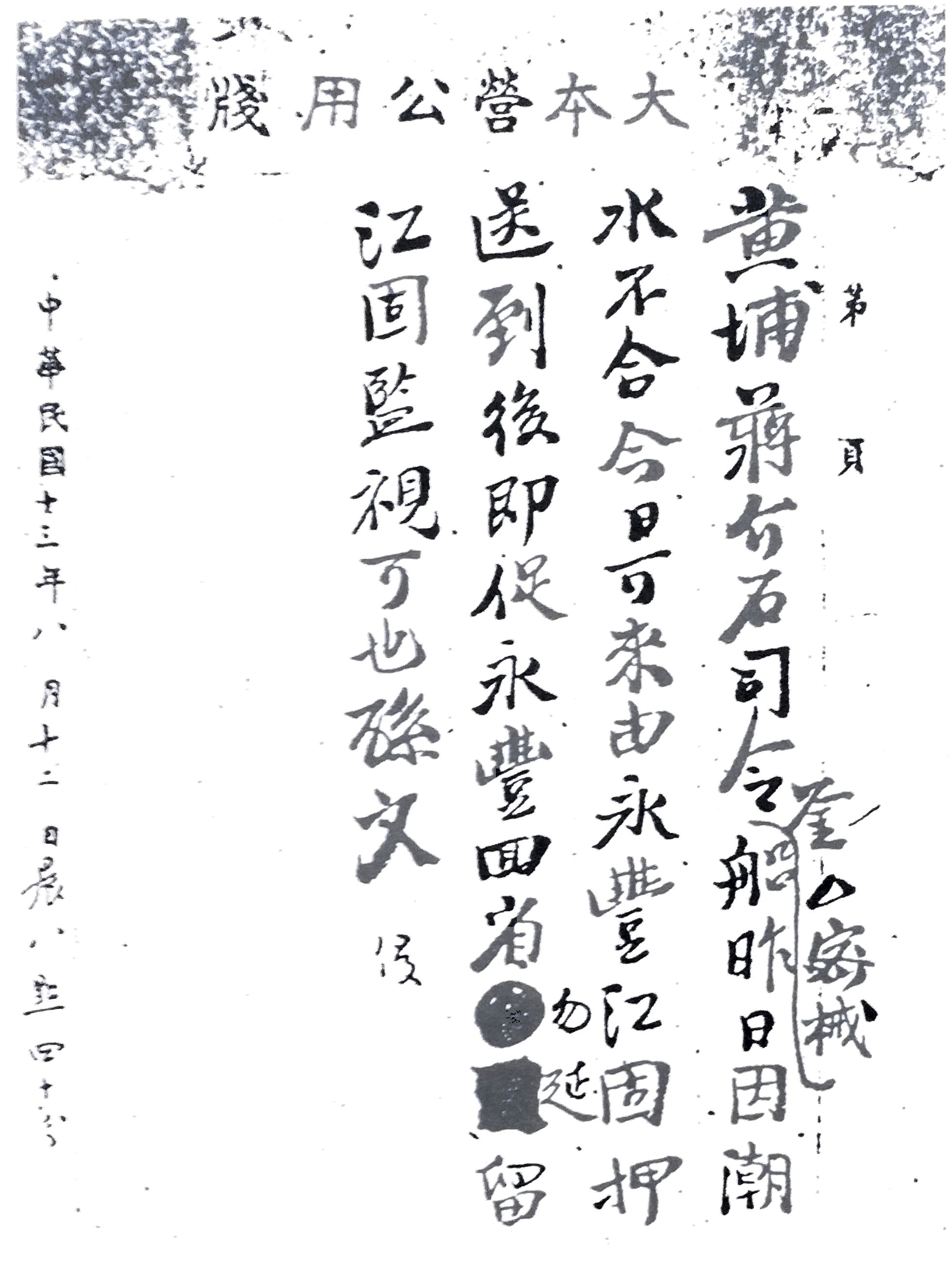
孫文から蔣介石への、商団の武器押収を指示する書簡

広州商団が武器輸送に使用した「ハーバー号」

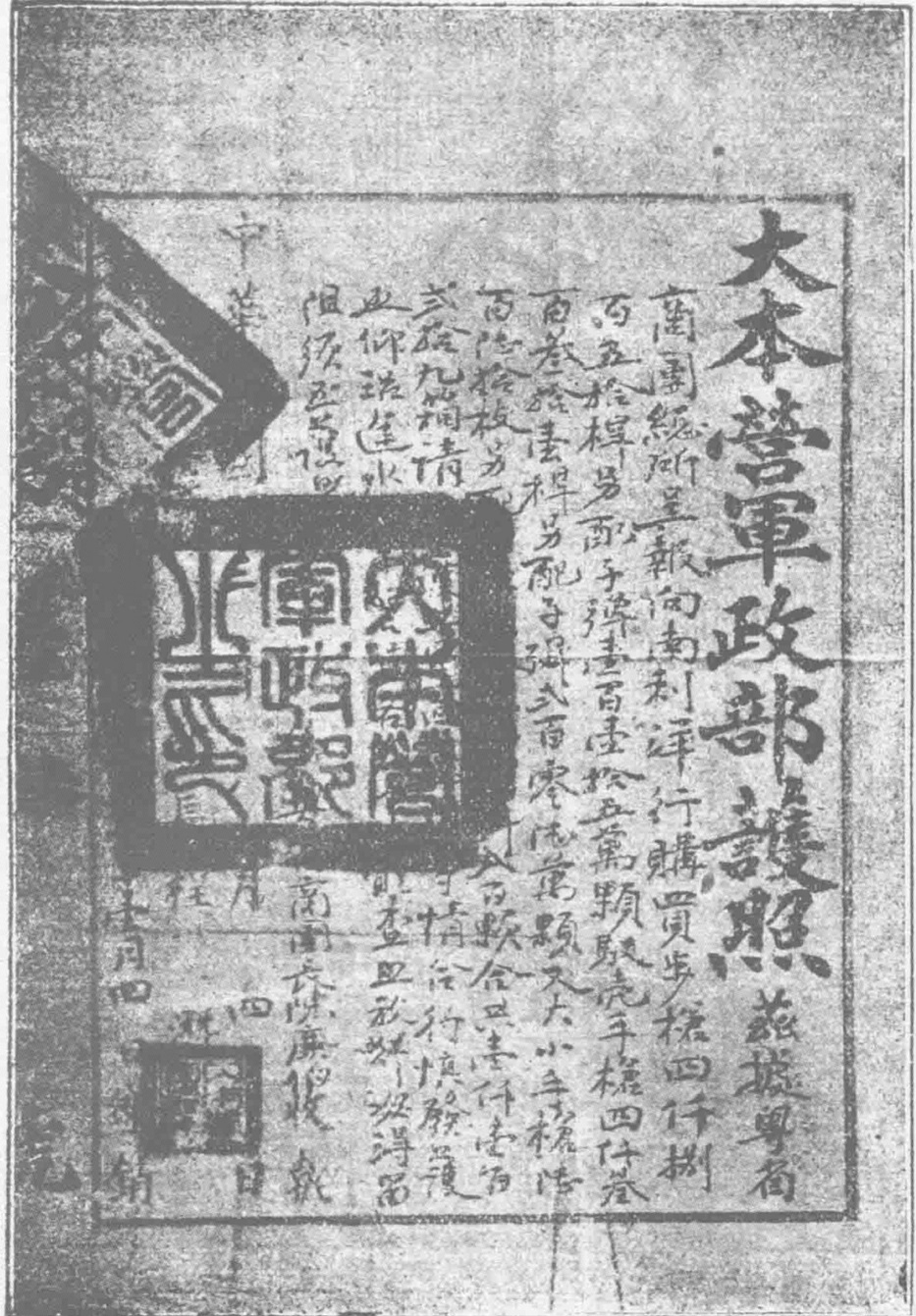
商団が大本営（広東大元帥府）から取得した軍需品輸入許可証

1924年5月、広州に集結した商団・民団は、南利（デンマーク）商会に対して、歩兵銃4800丁余り、弾薬200万発以上、短銃4800丁余り、合わせて1300箱以上を100万元で注文した。また、大本営軍政部から輸入許可証を取得した:70。8月中旬、デンマーク（またはノルウェー籍とも言われる）商船「ハーバー号」がこの軍火を広州に届けた。
商団団長である陳廉伯は、以前に広東政府から銃器の許可証を申請し、すでに承認を得ていた。しかし、孫文政府は、その銃器が自分たちのものよりも優れていることを発見し、許可証を取り消した。また、銃器の数量や到着日にも不一致があると判断した。まず第一に、陳廉伯は8月4日に申請し、銃器の購入について「発行後に契約を結び、3ヶ月以内に欧州から出荷され、40日後に到着する」と述べていたが、実際には陳廉伯は1923年12月にはすでに購入契約を結んでおり、許可証発行後わずか6日で武器が広州に到着していた。また、陳廉伯は「イギリス製8.2口径の廃銃」を購入すると申請していたが、実際に運ばれてきたのは「ドイツ製7.63口径の銃器」であった。さらに、陳廉伯は5000丁の銃器の許可証を申請したが、運ばれてきた銃器は9000丁以上で、その中には機関銃40挺、弾薬300万発以上が含まれていた。大量の銃器が運ばれたことで、自衛のための必要を大きく超えていることが明らかとなり、孫文は彼らが吳佩孚や陳炯明と連絡を取っているのではないかと疑った。8月9日、孫分は蔣介石にこの輸送事件を処理させた:190。8月10日、蔣は江固艦を率いてハーバー号に登船し、武器を押収した:197。
8月12日、広州商団は広東政府との交渉に赴いたが、交渉は不成功に終わり、ゼネストを準備することになった:211。13日、商団は聯防総部を設立し、団軍数千人を省政府に派遣して武器返還を要求した:216。14日、孫文は商団代表と面会したが、結果は得られなかった:218。同日、広東省政府は陳廉伯が反乱を企てているとして、香港に向かった陳廉伯に逮捕命令を出した:222。18日、広東政府はハーバー号の武器を除く他の貨物と船舶について返還を許可し、ハーバー号の解放を決定した:237。陳炯明と陳廉伯は香港で世論戦を展開し、また、洛陽に赴き吴佩孚との連絡を取った:238。22日、広州商団聯防総部は仏山などでストライキを実施し、軍と衝突した:265。23日、政府は押収した武器を没収し:268、商団はストライキに突入した:274。

### イギリス領事団の警告

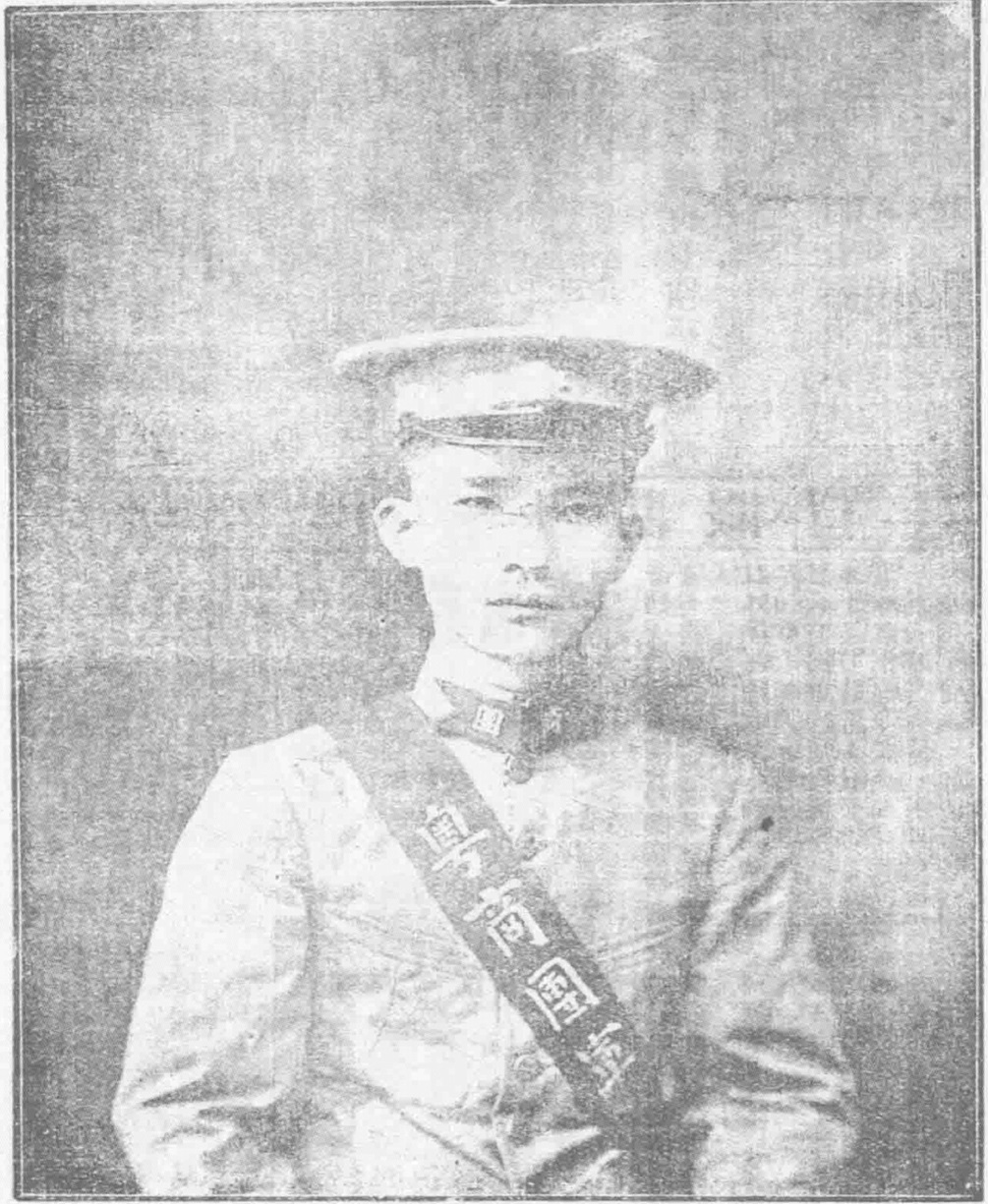
商団第九分団中隊長の鄒競先

27日、イギリス駐広州領事は広東政府に警告の書簡を送付し、香港海軍司令官からの通知を受けたことを伝えた。もし広州当局が商団を鎮圧すれば、イギリスは軍事介入する可能性があると警告した:300。
28日、商団第九分団の中隊長である鄒競先が巡回中に政府に逮捕、広州警備司令兼公安局長の呉鉄城により尋問され、その晩に銃殺された。滇軍の将軍である范石生と廖行超が調停役となり、商会や善堂の代表とともに双方で以下の条件を合意した：
1. 孫文政府側は、滇軍が孫を説得して陳廉伯の指名手配を取り消し、凍結された財産を返還し、ハーバー号から没収された武器を返還し、市内駐留軍を撤退させること
2. 商団側は、商会代表が広東全省で当日よりゼネストを解除するよう説得し、「商団聯防総部」の組織規程を改組し、7日以内に政府に提出して承認を得ること、陳廉伯は反省の電報を送り、政府に50万元を寄付すること。

夜11時、日本領事が省長の廖仲愷に面会、警告を行った。廖は領事団からの口頭での警告に対し謝意を表し、滇軍の調停が成功したことを伝え、商人たちが翌29日にストライキを解除することに同意したと報告した。各市は29日に前後してストライキを解除した。
8月29日、イギリス代理総領事のバートラム・ジャイルズ（Bertram Giles）は、再び傅秉常に書簡を送り、日本領事が口頭で伝えた3つの警告を正式な文書に記載した。その警告は、（一）外国人の生命や財産に損害が発生した場合、その責任は孫文政府が負うべきである；（二）防備のない都市への攻撃は野蛮な行為であり、強く抗議する；（三）外国人の生命や財産に損害が出た場合、各国の領事団は自由に行動を取る権利を有する、というものであった。ジャイルズは書簡の最後に、「私は現在、イギリス海軍将校から通達を受けており、彼は香港駐在のイギリス海軍少将の命令を受けた。もし中国当局が広州市内に砲撃を行えば、広州に展開可能なすべてのイギリス艦隊が即座に行動を開始する」と述べた。この書簡は新たな外交問題を引き起こした。広州政府はこれを商団とイギリスの共謀の証拠とし、9月7日の庚子賠款（1901年の北京議定書で定められた義和団事件賠償金）締結記念日に大規模な反帝国主義運動を展開した。8月31日には孫文が黄埔へ赴き、蔣介石と商団の武器問題について協議し、商団が組織を改編しなければ、押収した武器は返還しないとの方針を決定した。同日、虎門や太平などの市場が営業を再開した。
9月1日、孫中山は『商団事件に関する対外宣言』および『英国マクドナルド政府への抗議電』を発表し、イギリスの干渉を厳しく非難した。9月4日、孫中山は新聞上で、「広州の香港上海匯豊銀行の買辦（陳廉伯）が政府に公然と反乱を起こした時点で、私はこの反国民運動の背後にはイギリス帝国主義の支援があるに違いないと疑っていた……本政府は、防御能力のない都市への砲撃という残虐行為を行うことを否定する。なぜなら、広州市内で政府が武力鎮圧を必要とする、陳廉伯の叛乱勢力が拠点としていた西関の一角のみだからである」と述べた。9月10日、孫中山は再びイギリスのラムゼイ・マクドナルド首相に抗議の電報を送った。また、広東省長の廖仲愷は、当局が共産主義を実行しようとしているというデマを流布する者は厳罰に処すとの声明を発表した。
9月29日付の報道では、イギリスが孫文政権を敵視する理由について分析し、次のように述べている。「孫中山が対英宣言を発表して以来、香港の世論は広州政府を激しく非難し、国民党の指導者たちはイギリスの新聞から特に中傷を受けている。……この半植民地において、孫中山のような扇動者がいることは、抑圧する必要がある。その抑圧の方法としては、拘禁や追放ではなく、香港・上海・天津などで新聞を利用した宣伝攻勢を行い、適切な機会を見計らって海軍の威圧によって広州政府に圧力をかけることである。孫中山が満洲政府を打倒して以来、イギリスは大きな打撃を受けた。なぜなら、英領インドもこの影響を受け、中国の動きを模倣しようとするからである。もし中国革命が成功すれば、将来的に中国は全力でイギリスのインドにおける専制政治を打倒しようとするだろう。孫中山は、革命を実行し、真の共和国を実現しようとしている人物であるため、イギリスは彼を危険人物と見なしている」。

### 衝突へ

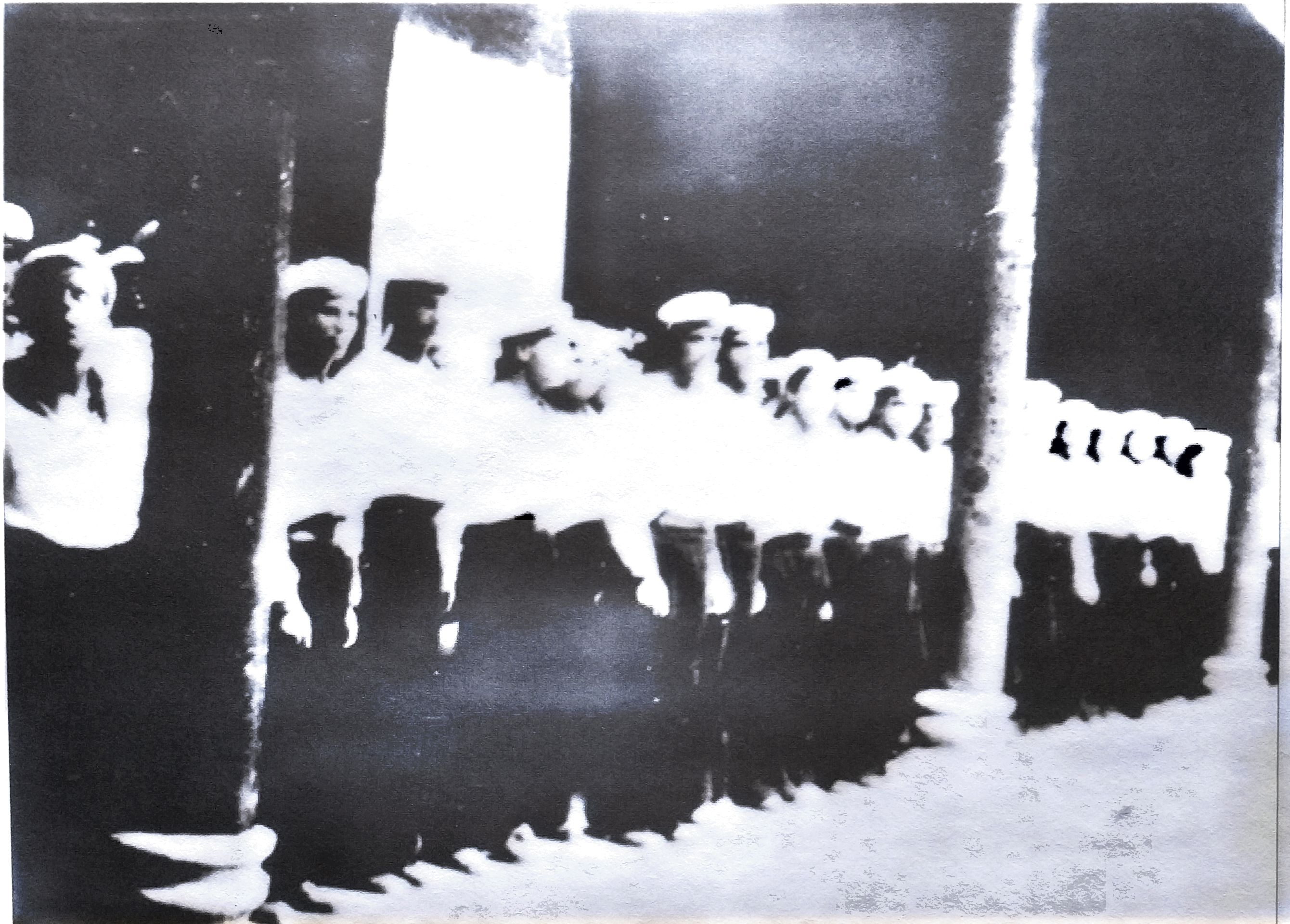
1924年10月初め、ソ連軍艦がロシア製小銃8000丁を広州に運んだ。写真はソ連水兵と黄埔学生軍の交流会の様子

9月初旬に江浙戦争（直隷派江蘇系の斉燮元と安徽派浙江系の盧永祥の衝突）が勃発し奉直戦争が差し迫る中、9月4日、孫文は広州を離れ、韶関の北伐大本営へ向かった。広州には留守府が設置され、胡漢民が大元帥代理兼広東省長を務めた。9月13日、広東政府は陳炯明、曹錕、呉佩孚討伐の通令を発表した。また、李福林が広州市長に任命された。
9月15日、先の滇軍による調停に従い、陳廉伯や陳恭綬らは電報で、広州商団軍を利用して政府を転覆しようとしたことを否定、孫文を支持し広東政府に服従する立場を表明した。胡漢民は陳廉伯と陳恭綬に対する指名手配を取り消した。9月16日、陳廉伯は電報で広東政府への服従を再度表明、「窃に思うに広州革命政府は中華民国の安危存亡に関わるものであり、廉伯は誠心誠意これを支持し、国民としての責務を果たす。大元帥（孫文）は寛大なお心をお持ちであり、必ずご寛恕いただけるものと信じる」と述べた。これを受け、広東政府は指名手配を正式に取り消した:259。10月1日、広東政府は押収された武器の引き渡し手続きについて発表し、各商団が個別に申請するよう求めたが、商団側は政府が商団総部に一括で送るよう要求し、双方の対立は続いた。4日、孫文は韶関で胡漢民に対し、武器押収問題の処理を委任した。同日、広東各地の商団代表が仏山で会合し、ストライキを準備した。5日、東莞商団が陳炯明に帰順し、同地に駐屯していた桂軍の劉震寰部隊を攻撃した。同日、段祺瑞の代表・許世英が香港に到着し、陳炯明と接触した。
9月29日、「報道によると、陳炯明軍は商団の支援を受け、大規模な広州進攻を開始した。軍は三路に分かれた。第一路は林虎が率い、河源から増城へ向かう。第二路は葉挙が指揮し、平山・博羅から石龍へ進軍。第三路は熊略・練演雄らが率い、淡水から平湖へ向かった。最近、東江の孫中山軍の多くが他地域へ転戦し、広州及び北江の防衛は極めて手薄になっており、連日の敗退が続いている。孫中山軍は中路・左路において、横瀝を第一防衛線、茶山を第二防衛戦、石灘を第三防衛戦とし、右路では口果を第一防衛戦、増城を第二防衛戦、石灘を第三防衛戦として防禦を展開する構えである」。2日後、陳炯明は広東中部の各将領に電報を送り、迅速に広東の局勢を安定させるよう促した。各将領の協議の結果、東・南・北の三方面から攻撃を行うことが決定された。東路は林虎が指揮し、石龍を経て広州へ直進。南路は洪兆麟が潮汕へ進軍し、孫中山軍の左翼を牽制。北路は楊池生・楊如軒が方本仁と合流し、韶関を挟撃する作戦が立てられた。
9月30日、前広州市長の孫科は記者の取材に応じ、「広州にある報道通信員がいて、我々のすべてがすでに赤化したと誤認し、外部に向けて我々が皆共産党員であり、国民党もまた共産党へと変質したと報道した。しかし、これは事実とは大きく異なる。国民党内には確かに数名の中国共産党員がいるが、中国共産党と中国国民党は別組織である。以前、国民党が広州で開催した大会では、党の改組について討論が行われ、共産党員もこれに参加した。彼らは一部の問題において多数派の国民党員と意見を異にしたものの、国民党の党綱領や理念に反する行動は取らなかった。共産党はロシアで一定の成功を収めたが、我々はそれを無条件に認めるものではなく、また、共産主義の理念が現時点の中国に適用可能であるとは考えていない」と語った。
10月7日、『益世報』は英字新聞の報道を引用し、「陳炯明は現在商団軍と正式に連携しており」、「孫中山およびその部隊を広東から追放しようと躍起になっている」と伝えた。また、日本人の情報によると、陳炯明の代表である劉某と商団総司令の陳廉伯が香港で協議を行い、以下の取り決めを行ったとされる：
1. 商団軍は陳炯明軍を支援し、広州を反攻する。
2. 広州奪還後、商会は300万元を調達し、陳炯明軍を支援して客軍を駆逐する。
3. 陳炯明は商団軍の武器を完全に返還する責任を負う。
4. 広東全省の事後処理については、商団側と陳炯明軍側がそれぞれ4人または8人の代表を派遣し、協議の上で決定する。
5. 自治を励行する。
6. 清郷を実施し、広東籍の民兵を再編成する。

10月9日、新任代理広州市長の李福林は商団の同意を得て、孫文の承認を受けて、押収された武器の一部を商団に返還することを決定した。商団は20万元を納入し、また政府が特別税を一度徴収することに同意した。この額は広州市全体の1ヶ月分の家賃に相当し、その結果として商団はストライキの計画を中止した。これにより、事態は一時的に沈静化した。孫文はその日の午後、蔣介石に対し、押収された武器を李福林に引き渡すよう指示した。

### 武力衝突の勃発

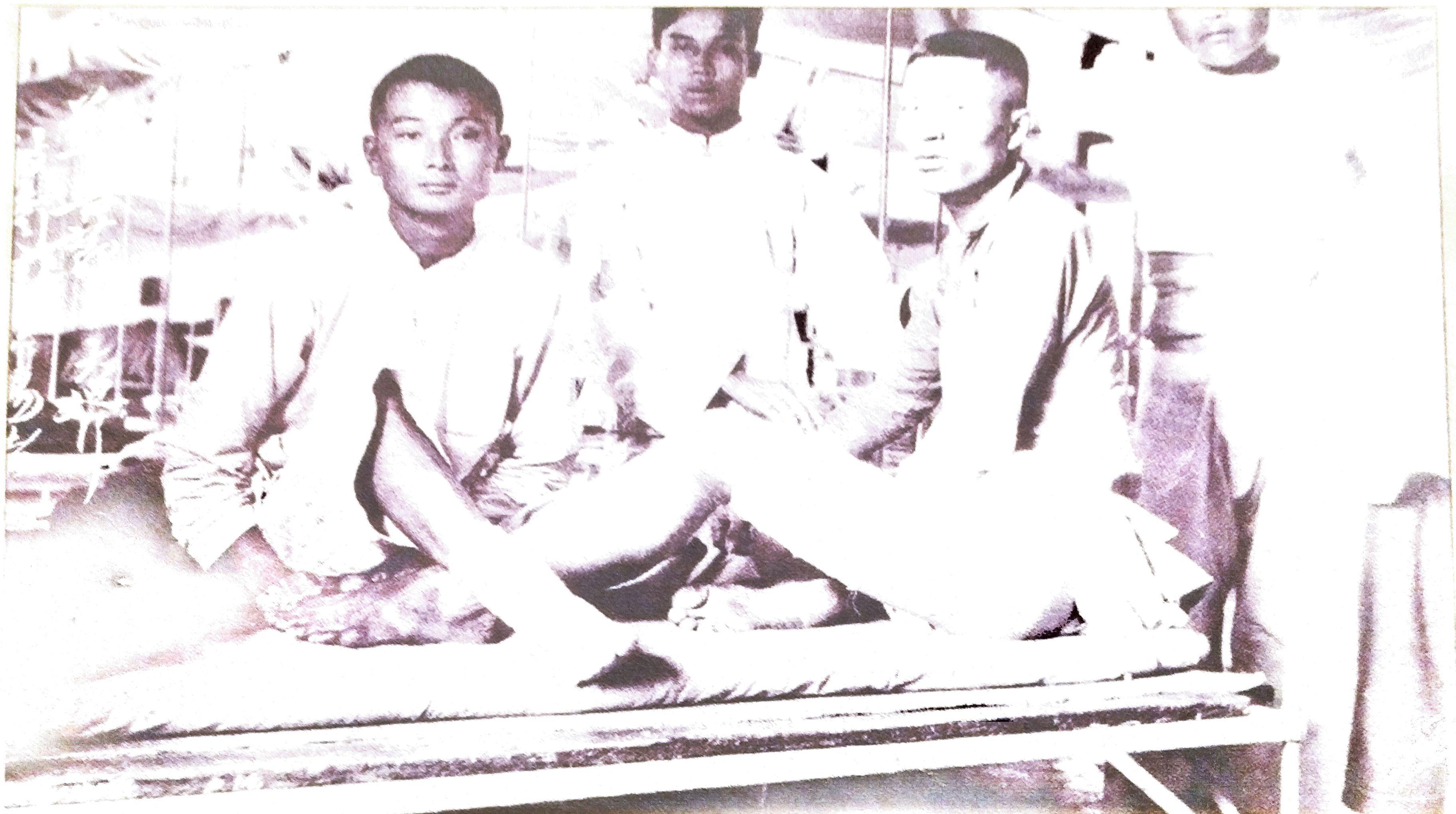
商団軍との戦闘で負傷した工団軍兵士

10月10日の午後、商団は押収された武器を回収するために部隊を西濠口へ派遣し、その際広州で行われていた双十節の祝賀行進隊と衝突した。このため、商団軍と工団軍および黄埔軍官学校学生との間で銃撃戦が発生した。
この衝突の原因と経過について、『李仙根日記』は次のように述べている。「商団は西濠口で政府から返還された銃を荷卸ししていたが、そこにちょうど双十節を祝う各界の行進隊が到着した。商団は銃を発砲し、負傷者多数、死者は数十人に達し、その中には工団軍の兵士も一名含まれていた。この事態に対する悪感は一層深まり、軍や党の関係者たちは商団の行動を見て、すでに解決策を講じるつもりであった。」
『益世報』によると、孫文は商団のストライキを知ると、「李福林に指示して商団に通知させ、10日にまず銃器4千余丁（または2千丁とも）を無条件で返還することを許可し、ストライキの風潮を和らげるようにした。商団総部は10日正午、団軍2千余人を集め、全員が武装の上、銃器を受け取るため西濠口へと出発した。李福林は事前に艦船を使って黄埔から銃器を海珠へと運び、そこから船を使って岸に運んだ。商団は西濠口の桟橋から3、4箱ずつ貨車に積み込み、太平路を経て総部まで運んだ。福軍（李福林の私兵）と保安隊も現場に到着して協力した。出発時、沿道は戒厳となり、車両の通行は禁止されたが、重要人物の車は通行可能とされた。午後2時半頃、警衛軍、講武堂の学生、工団軍の3大隊数百人が列を成して到着し、商団は両者が銃器の引き渡しを行っている最中に混乱が起きたり、事故が発生するのを避けるために道を開けるように促した。工団軍はこれに応じず、衝突が起こり、双方が銃撃戦を繰り広げた。銃声が響き、通行人が避けて逃げた。工団軍は敗走し、商団軍は工団軍は地元の不良や盗賊であり、正当な労働者ではないとし、勇敢にもこれを包囲した。結果、工団軍の死傷者は20～30人に上り、途中で捕えられた者も数十名に達した。これらの者は西瓜園の商団総部に連行され、その後、当局に引き渡された。10名余りは福軍により河南の福軍司令部に送られたという。商団軍にも数名の死傷者が出た。通行人も流れ弾に当たった者がいた。銃器の引き渡しが完了したのは午後3時半頃であった。商団は全ての武器が返還されるまでストライキを解除しないと決定したという。」
また『京報』によると、「10月9日、李福林は朝9時に胡省長と会見し、省長は手令を出し、李福林に黄埔軍官学校の蔣介石を案内させ、すぐに小銃4000丁、弾薬数十万発を運び出させた。その時すでに夜遅く、12時を回っていたため、すべての学生はすでに寝ており、残りの銃は1050本、弾薬100万発が取り出せなかった。その後、一晩で省城に運び込まれた。商団は一週間前からストライキの準備をしていた。この日の朝、李福林は西濠口に銃器を輸送し、商団に銃器の引き渡しを告げた。この日はちょうど国慶日で、学生や労働者の各界が隊列を組んで祝賀行進を行っていた。その道を西濠に進んでいくと、商団が銃器を運び出していたが、何かの誤解があったため、商団は銃を発砲し、警衛軍の学生4人、工団軍の隊員2人、車夫1人を射殺した。また、通行人も多くが負傷した。商団はさらに工団の死体1体を切り裂き、腹を開けて心臓を取り出し、陰部を切り取って西濠に晒した。事が起こると、各界は調停を図り、事態を収拾しようとした。さらに、商団副団長の李頌韶は4000丁の銃を引き取った後、すぐに市を開くことを許可していた。そのため、銃器は返還されることになり、すべての雑税も取り消されることになった。残りの銃は、政府が14日に1500丁、2ヶ月後にさらに3000丁を引き渡すことで同意した。李福林市長は商団に対して質問し、各界の代表も商団の総部に行き、商団に政府に抵抗しないよう説得した。しかし、商団は政府を解散させるべきだと主張し、孫文の下野、曹帝・呉王の支持を呼びかける掲示を貼り出した。これは商団が曹錕と呉佩孚の指示を受けて反乱を企てている証拠であり、商人の自衛とは関係がない」と評した。
この衝突の結果について、12日の香港からの報道では「工団の死者は7人、負傷者は10人以上、商団の死者は2人。李福林軍の死者は4人、通行人も多くが誤って命を落とした」と伝えられている。また、別の報道では、「この戦闘の結果、工団軍は15人が射殺され、13人が溺死し、50人が捕らえられた。商団の死者は1人、負傷者は2人に過ぎなかった。通行人の死者は7人、溺死者は12人だった」と報じられている。さらに、工団軍の団長である施卜紛は各重要人物に訴え、福軍司令部に拘束されている工団軍の兵士を解放させ、商団に対して懲罰を加えるために大軍を動員するよう求めたという。商団は積極的に戒厳を敷き、西関一帯には砲座が築かれ、砂袋が積み上げられ、戦闘準備が進められている……また、商団は孫中山打倒を決め、すぐに陳炯明軍に反攻を依頼しているという。この風潮はまだ始まりに過ぎない」とも伝えられている。
ここに至り、孫文はこの動きが陳炯明による広州進攻の計画であると認識し、胡漢民と蔣介石に緊急の電報を送った:563。夜間、陳廉伯は各分団の軍隊に対し、14日午後5時に西関に集結するよう命じ、陳廉伯の弟である陳廉仲は沙面で商団の指導者である鄧介石、李颂韶らを召集し、15日未明に広州城内の省庁、公安局、財政機関を攻撃する計画を立てた。翌払暁、商団軍は西関でバリケードを築いた。これを受けて孫文は、「商団と粤軍は共謀しており、商人によるストライキと敵軍による反攻が同時に進行していることから、反逆の兆しが明らかになった。もはや容赦するわけにはいかない」と発表した:564。

### 西関の鎮圧

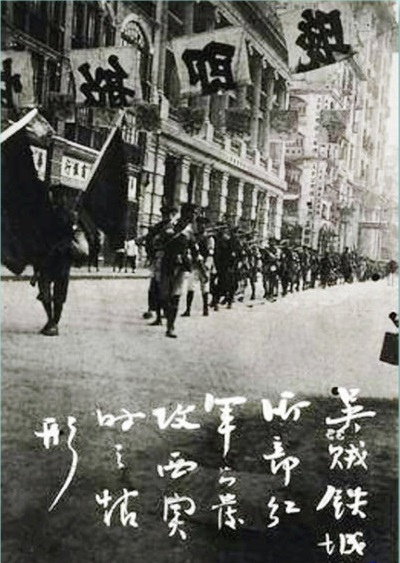
西関の戦闘地区に進軍する呉鉄城の警衛軍（鉄軍）

10月11日、孫文は革命委員会を組織し、自ら会長に就任し、蔣介石、汪精衛、廖仲愷、許崇智、陳友仁、譚平山の6名を革命委員会全権委員に任命した:564。孫は胡漢民に電報を送り、「直ちに戒厳を発令し、政府の全権を革命委員会に委託して、この非常事態に対処するため、叛乱平定に便宜を図るように」と指示した:158。また、蔣介石は孫文に電報を送り、孫に軍を率いて広州へ速やかに戻るよう求めた。
孫文は10月12日に商団鎮圧を決定したが、広州へは戻らないとした:687。
10月13日、孫文の命令に基づき、革命委員会は胡漢民に広州商団の組織を解散し、商団軍を武装解除するよう命じた:159。13日、胡漢民は広州に戒厳を宣言した:591。孫中山も韶関から広州の大本営に戻り、東江前線から大量の軍隊が広州に再配置された。
10月14日、孫中山は韶関から部隊を派遣し、「警衛軍、工団軍、農民自衛軍、飛行機隊、甲車隊、兵工廠衛隊、陸軍講武学校・滇軍幹部学校の学生はすべて蔣介石司令の指揮下に置く」ことを命じた:688。同日朝、「西関では商店が戒厳体制を強化」し、「市内では政府を攻撃する伝単や、孫文の退陣を求める内容が広まり、中には、孫文の肖像を掲げて釘で打ち付ける極端な運動もあった」。「広州政府は、14日に商団を解散し、商団の武器を没収する命令を出した。その後、滇・湘・桂・福軍と警衛軍に命じて西関の街門を破壊した。命令発表後、当局は商団を威嚇することで武器を自主的に返還させられると考えていたが、商団の中には武器を死守する者もおり、解散命令が出ると街門をさらに閉鎖し、要所の路口には砂袋を積み上げて死闘に備えた」。この日、孫文は胡漢民を革命委員会会長代理に任命し、廖仲愷を秘書、蔣介石を軍事委員会委員長に任命し、各軍に平定の命令を出した:601。また、孫文は胡漢民に指示を送り、さらに楊希閔、許崇智、劉震寰、李福林に対し「商団の銃器の回収は急務であり、24時間以内に完了させなければならない」と伝達した。省長胡漢民は商団解散を命令した:262。
商団は滇軍（范石生、廖行超）と福軍（李福林）が同情を示すだろうと誤解し、また各県の民兵団や外国領事団の支持を頼りに、政府が激しい武力を行使しないだろうと考えて西関に兵力を集中させ、戒厳を敷いて防御し、市場再開を拒否した。政府の降伏勧告が無効となると、商団は最初に発砲して抵抗し、両者は交戦を始めた。14日午後5時半、蔣介石の指揮の下、桂軍、滇軍、湘軍、福軍、鉄軍、廖仲愷の工団軍、彭湃の農民自衛軍、兵工廠衛隊、そして陸軍講武学校と滇軍幹部学校の学生軍が様々な軽火器・重火器を携えて西関に攻撃を開始した。許軍、福軍、警衛軍は回瀾橋、西門、太平門周辺で商団に向けて攻撃を開始し、両軍は四五時間戦った後、呉鉄城が西関に砲撃を加えた:71。
10月15日、警衛軍は商団を撃破した:159。10月15日午前4時、革命委員会は総攻撃命令を発布。商団軍は暗闇の中で反撃し、戦闘が始まった。太平門、普済橋一帯では双方が激しく交戦し、戦況は激烈であった。夜明けになると、商団は西関内に退却し、バリケードを盾にして政府軍と互いに銃撃を交わした。蔣介石、廖仲愷、譚平山らは黄埔軍官学校第1期と第2期の学生、許崇智の粤軍、李福林の福軍、呉鉄城の警衛隊、工団軍、農団軍などと連携し、商団1万2千人の武装兵力を撃破して武器を没収した:606。
商団は西関に堅固な防御工事を行っていたため、政府軍は「速戦速決で任務を完了するため、やむを得ず火油を使ってバリケードを燃やし、小型砲で高層ビルを攻撃した」。西関の建物は近接しあっており、木材が多く使われていたため、火勢は急速に広がり、制御ができなかった。午後2時頃、大火の中で商団は抵抗を停止した。夜になると、西関の大部分は火に包まれ、甚大な被害を受けた。その間、商団による理髪工殺害事件も発生した。事の起こりは「理髪店が以前商会商団に参加を求めたが、商会と商団は資本家のグループであり、理髪店ではオーナー一人を除き全員が労働者であった。また清末の伝統的な「剃頭仔」に対する軽視思想に基づき、加入を拒否した」ことにあり、「事件が起こった際、彼らは政府側に立ち商団に反対していた」。商団は理髪店で放火用の道具を見つけたため、その店主が放火を企てたとして、街中で銃殺した。商団のリーダーである陳恭綬は「理髪工が放火したと偽り、敗走中に理髪工を見つけると、事情を問わずその場で銃殺するか、河に突き落として溺死させた。西関周辺では惨殺された理髪工人が19人に達した:607」。混乱の中、陳廉伯は包囲を突破し、船で香港に逃亡した。商団副団長の陳恭綬は全軍に投降命令を出した。胡漢民は陳廉伯ら9人を指名手配した:621。10月18日、胡漢民は広州市内の戒厳を解除するよう命じ:631、24日、孫中山は各商団に対する処罰を免除するよう命じた:678。
西関以外でも商団と政府軍の間で戦闘が発生した。報道によると10月16日、「仏山商団は96の郷民団と連携し、16日に仏山にいた滇軍を攻撃し、通済橋付近で激しい戦闘が行われた。滇軍は敗北し、仏山から退却。呉鉄城は援軍に向かったが、五眼橋で商団軍に敗北し、石囲塘に退却し」、10月19日には「北路商団民団が兵工廠を包囲し、順徳商団民団が大良城を占拠、東路商団民団が虎門を攻撃している。さらに洪兆麟が虎門砲台を占拠し、林虎は増城を包囲。孫中山は許崇智に援軍を速やかに派遣するよう命じた」と伝えられた。

## 被害と影響
事変における双方の死傷者や損失について、統計ごとに大きな差がある。広東政府の公式報告によると、政府軍の死傷者は100人で、商団の死傷者はそれより少なく、焼失した家屋は580軒、盗まれた家屋は1881軒、損失額は190万香港ドル、平民の負傷者はわずか数人とされている。一方、香港の『士蔑西報』によると、政府軍の死傷者は100人で、商団の死者は200〜300人、焼失した家屋は3000軒、大小の街道は30余り、損失額は5000万香港ドル、市民の死者は1700〜1800人とされている。アメリカの領事の報告では、両軍の死者は数百人に上り、焼失した家屋は1100軒、盗まれた家屋は600軒、損失額は3000万香港ドル、市民の死傷者は兵士よりはるかに多いとされている。ある資料によれば、この事件による財産損失は約5000万香港ドルに達し、市民の死傷者は約2000人であった。黄飛鴻の「宝芝林」もこの事件で焼失した。当時の著名なジャーナリスト林白水は「広州西関の戦火による惨劇では、命を奪われた人々は千を超え、失われた財産は五千余万、焼失した家屋や商店は二千軒を超えた」と記述している。

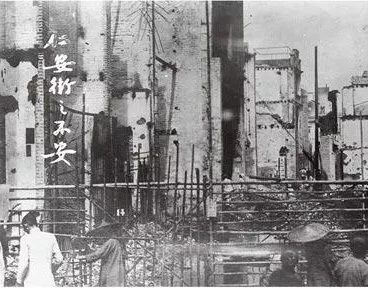
仁安街の被害
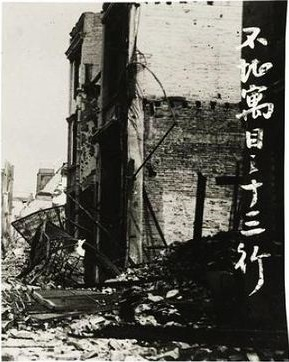
火災後の十三行
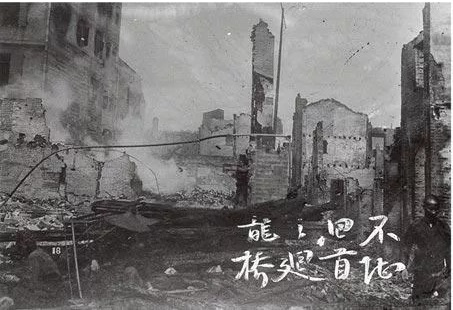
回龍橋の被害
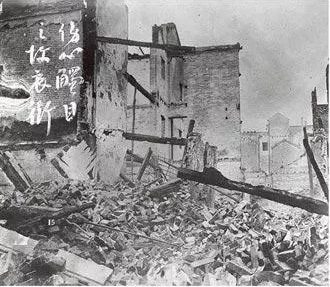
火災後の故衣街
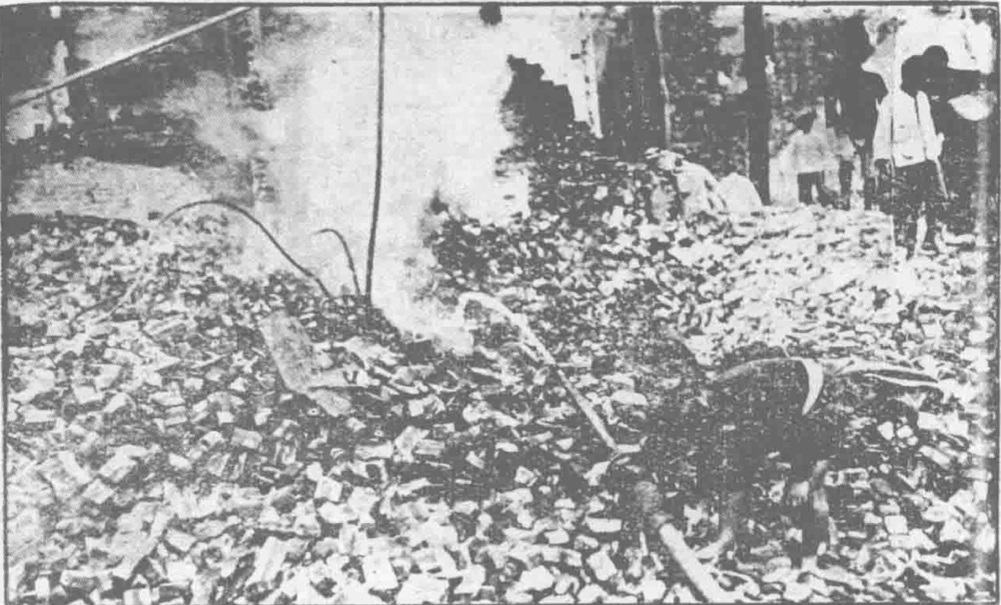
火災後の新豆欄
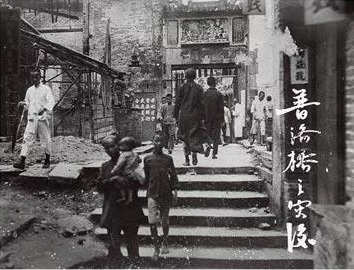
火災後の普済橋
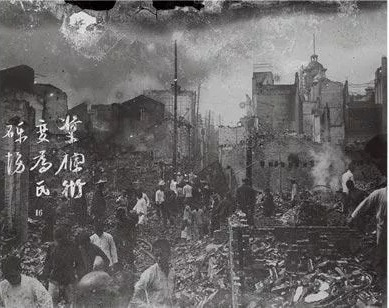
漿欄街の被害
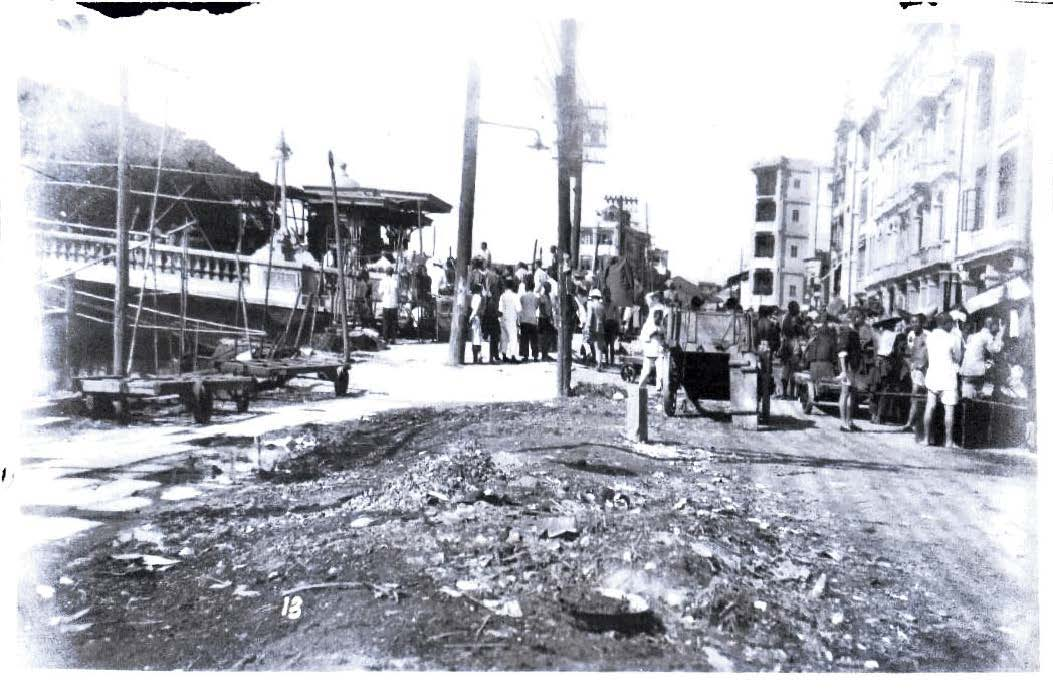
沙面橋附近の難民
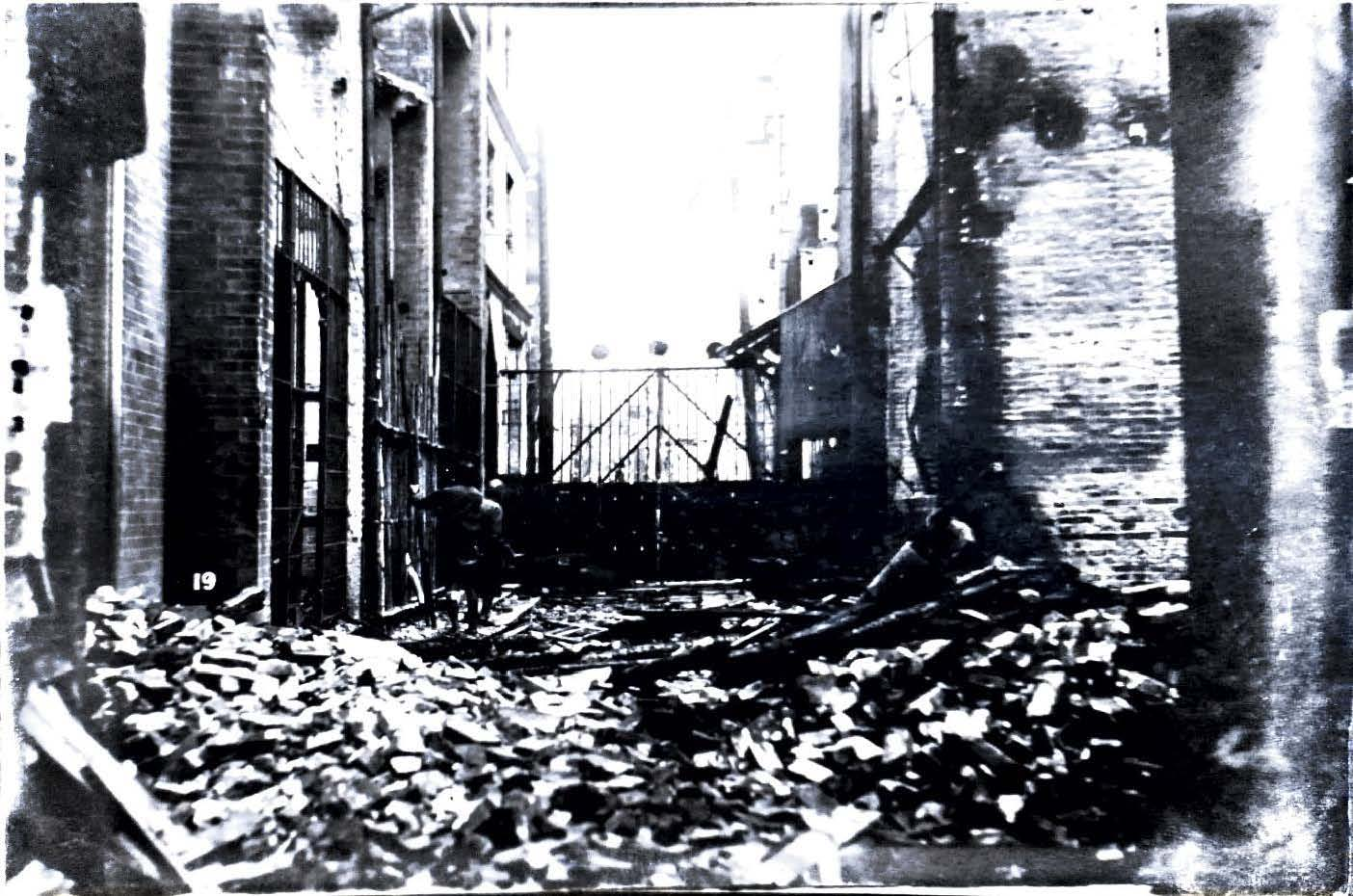
火災後の灯籠街
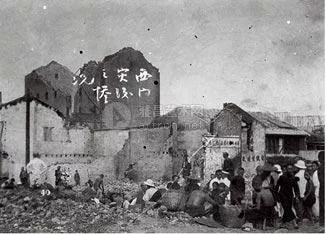
火災後の西口
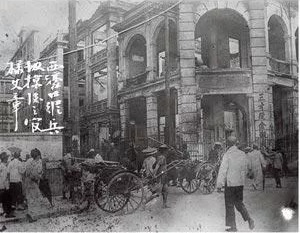
火災後の西濠口
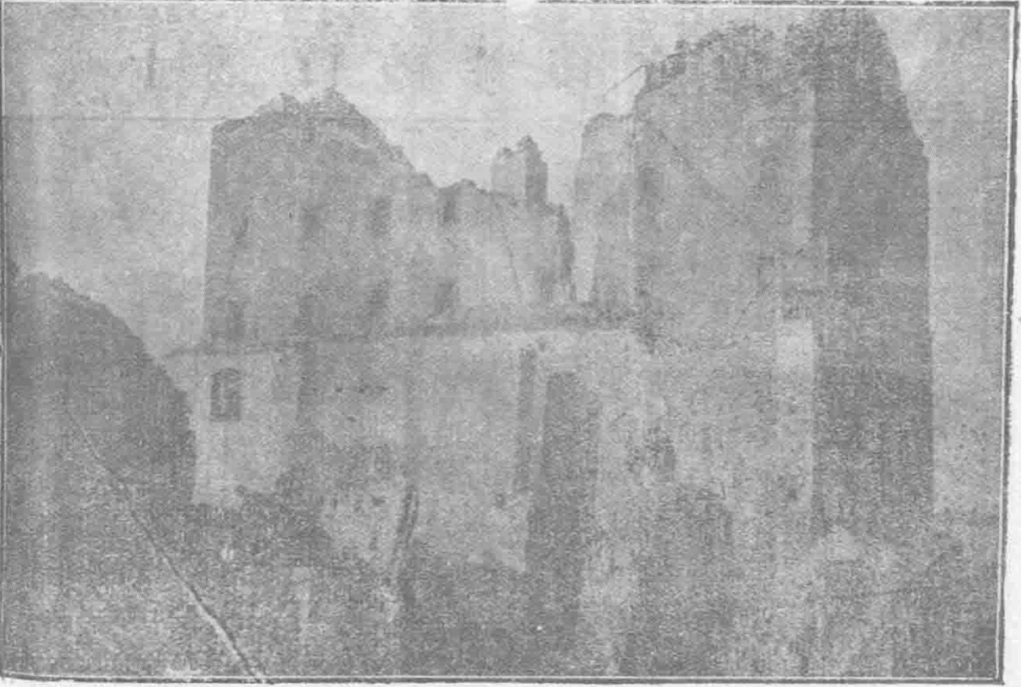
火災後の西門口
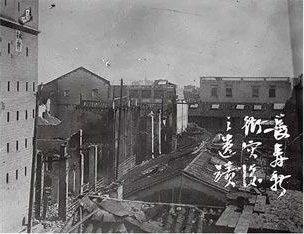
火災後の長寿東街
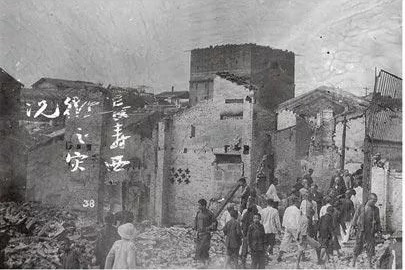
火災後の長寿西街

10月25日の報道によると、「戦争が始まった際、各地で火災が発生し、15日の朝から16日の早朝にかけて延焼し、戦闘のため誰も消火作業を行わなかったため、火が消えずに続いた。火災現場近くの住民たちは悲鳴を上げ、逃げることができない者も多かった……南路、白糖街、楽善戯院、青雲里、三界寺、長寿街、芦排巷、下九甫、十三行、漿欄街、第八甫、西濠口、二馬路、太平路、打銅街は東から燃え、記祥店（第8号）やその向かいの大興などに広がり、43号の劉誼斎、45号の心泰、24号の白泰来に焼け、瑞元店に至るまで燃え広がった。漿欄街の西側では65号と69号の浩隆まで燃え、また西榮巷では41号の徳安堂とその向かいの怡珍、灯籠街は東から西にかけて燃え、その半分が焼け、十三行に至った。普済橋や迴瀾橋周辺はすべて焼失した。楽善戯院前の長寿街水塔の下では数十軒が焼け、西門直街では数十軒、八甫北の方では金経綸に至り、生聚店が焼け、状元坊口では七八軒が焼け、普済街、仁安街、同興街、豆欄街、源昌街、東西中三約、靖遠街、故衣街、装帽街、寧遠坊などでは、大部分の街区または十数軒の店が焼けた。第五甫の街口では青紫坊金泉茶店まで燃え、第三甫では第二甫まで、また上九甫でも数軒が焼け、十三行の一角では約三百軒の店舗が焼失した。これらを合計すると、約千軒が焼け、この火災による損失は千万香港ドルを超えるものと見積もられている」。
10月28日、「各界救粤聯合会」が香港で結成された。代表団が海豊に派遣され、陳炯明に粤軍を率いて広州へ反攻するよう求めた。陳炯明が組織した広東省議会の議長である鐘声は北京公使団に電報を送り、孫中山の租界居留を禁止し、逮捕するよう求めた。『華字日報』の「何民魂」という評論員は、「自殺底（的）孫文」と題する評論で「私は特に望む、私たち三千万の広東人、子孫世々、この民国十三年十月十五日、孫文ら偽革命党が広州市民を焼き、掠奪し、虐殺した痛ましい記念を忘れないことを」と悲憤慷慨した。『華字日報』はまた、香港の各新聞の商団事件についての評論を集め、『広東扣械潮』（Canton Volunteers Arms Case、広東志願軍軍械案）という書籍を編纂し、事件の経緯と社説を整理した。
しかし、楊津涛は、『華字日報』は一貫して反孫文の立場を取っており、その報道の中立性に影響を与えたと指摘している。楊は、「孫文が広州でいわゆる『西関屠城』を引き起こした」という言説は商団とその他の反孫的な新聞の一方的な主張に過ぎず、実際には、西関住民の死傷や店舗の破壊は、ただ双方の戦闘による損害であり、責任を一方だけに負わせる理由はないとする。実際、『華字日報』は元々イギリスの『德臣西報』の子会社で、後に独立して出版されたが、依然として徳臣新聞社に属していた。陳炯明と陳廉伯は、広東政府と香港政庁との関係が悪化した機に乗じて、香港で輿論戦を仕掛け、孫文を攻撃した:238。また、イギリスは国民革命に対して一貫して反対の立場を取っており、胡漢民は辛亥革命時に「香港の英字新聞は我々を暴徒だ、暴民専制だと誹謗した。彼らの頑固で保守的な性質と、そして紳士を装う態度からすれば、もとより非常なる変革を語ることはできなかった。さらに帝国主義の首魁として、彼らは中華民族の解放闘争が成功することを喜ばず、あらゆる方法で反対し、破壊しようとした」と回想している。イギリスの歴史学者・哲学者のバートランド・ラッセルも、イギリスの新聞が孫文に不利な報道を意図的に作り出していたことを明らかにし、『中国問題』の中で「孫中山の経歴から、孫は疑いもなく真の愛国者であり、広州政府は中国で最良の政府であることに間違いはない。しかし、私たちの報道は、読者に虚偽の、広州政府に不利な印象を与えるよう意図的に作られていた」と述べ、特に『タイムズ』紙が孫文の部隊を暴民として描いていたことをその原因として批判している。

これに対し、孫文本人は公開で次のように述べている：「商団は、大部分の武器を手に入れた時、国慶日の街頭を徒手で巡行していた市民数十人を銃殺し、腹を切り裂いて心臓を取り出すなど、極めて残忍な行為を行った……その後、種々の軍事配置を行い、大規模な反攻を準備した。政府はこれを放置できず、商団を解散させる命令を出し、軍を出動させて鎮圧を命じた。商団は、私たちの軍が到着する前に先手を打って攻撃を仕掛けてきた。政府はこれを耐えられず、反撃を命じ、数時間のうちに事態は収拾された。しかるに商団は敗走の際、土匪を招き入れて放火や略奪を行い、また理髪工を数十人も惨殺した。この乱の原因が商団にあるのは明白である。事後、政府は一方で軍の規律を厳守するように指示し、混乱を防止した。そして、もう一方では適切な善後処理を行うよう担当者に命じた。省内の百数十万人が目撃し、耳にした事実だが、報道では遠方からの伝聞に基づいて誤った情報が流れたり、それを悪党に利用されたりした。諸君はお分かりのように、事実は明白であり、無根拠な噂に惑わされてはならない」。

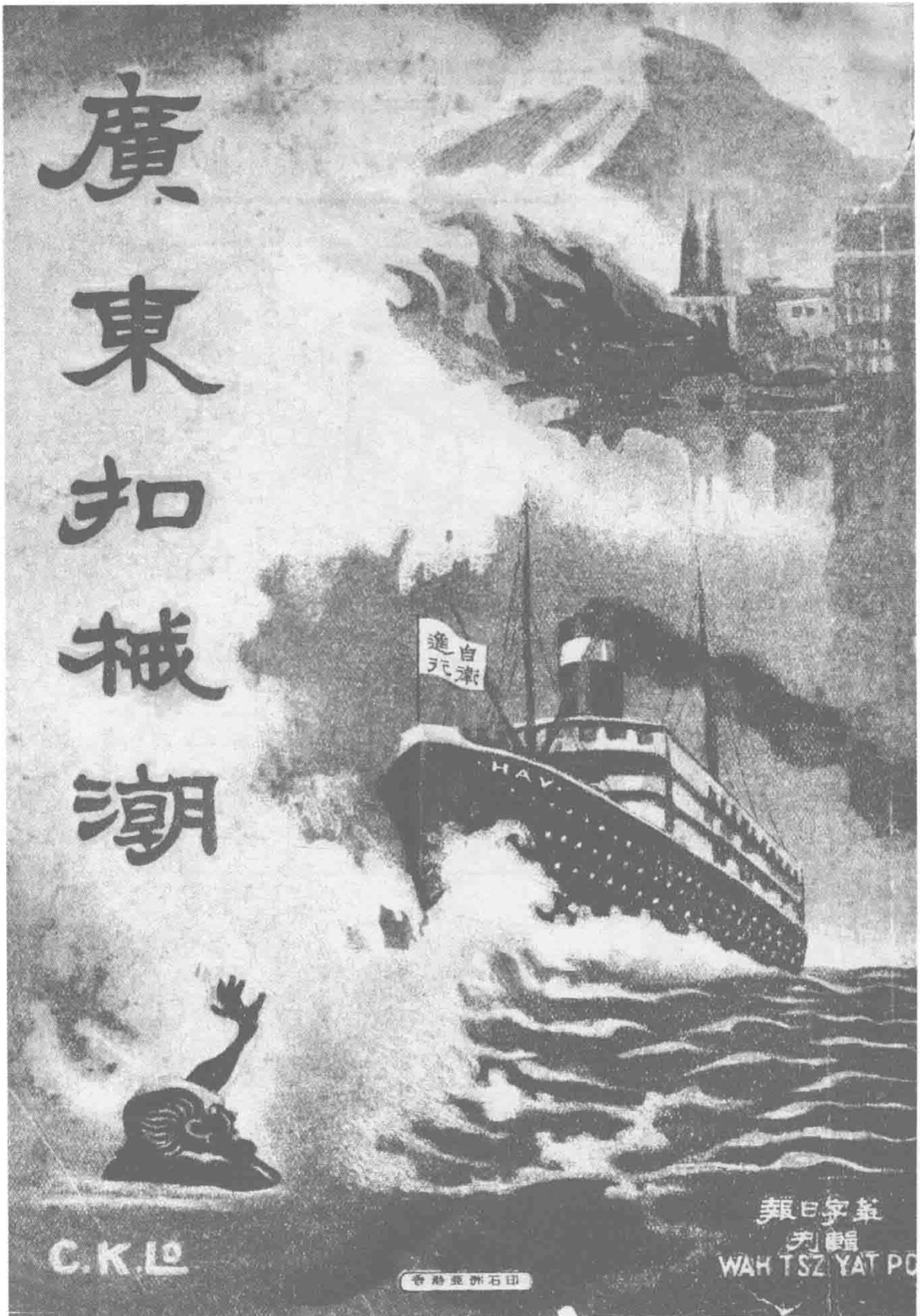
《広東扣械潮》
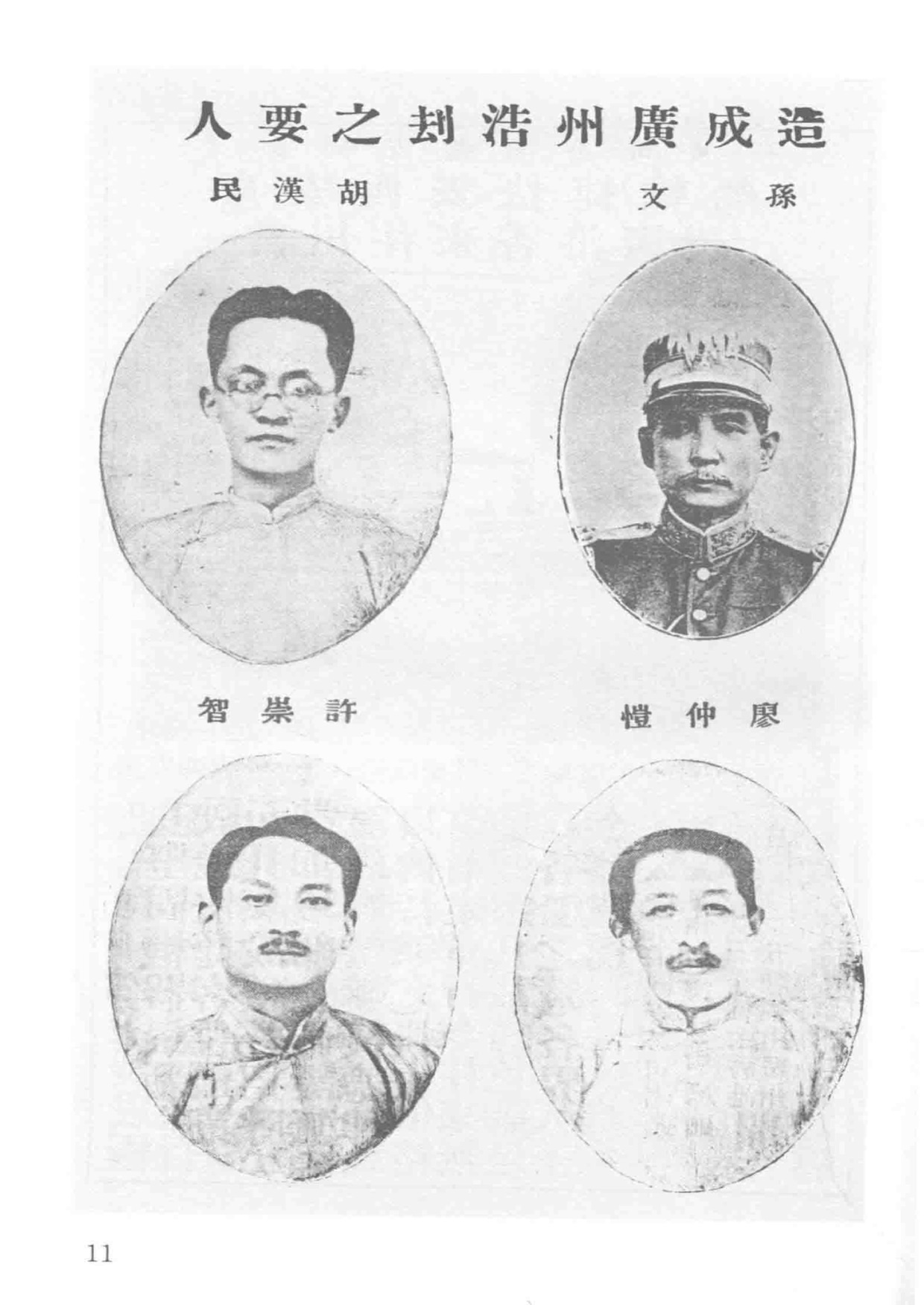
《広東扣械潮》が列挙する、広州における惨事の「罪人」
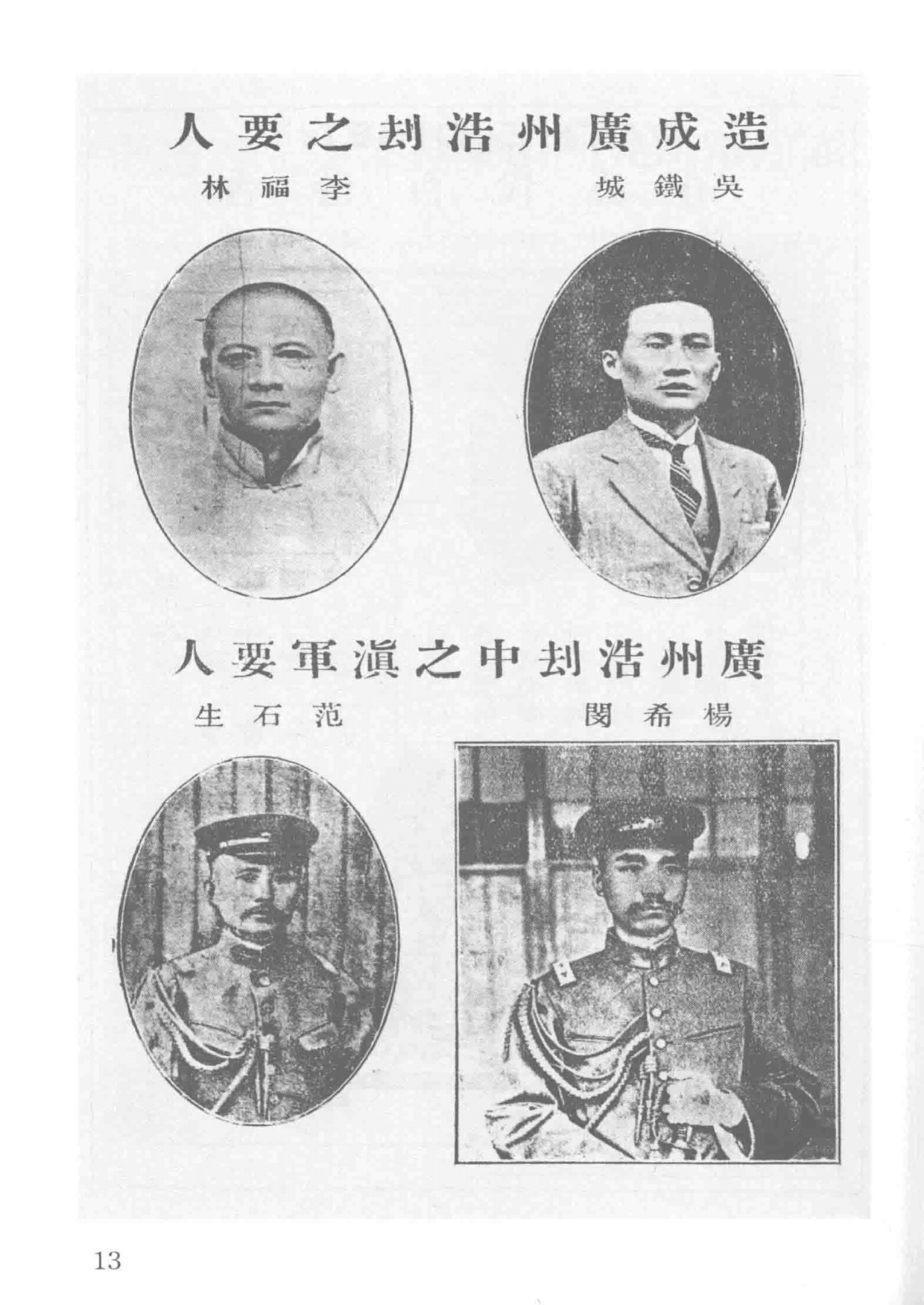
《広東扣械潮》が列挙する、広州における惨事の「罪人」
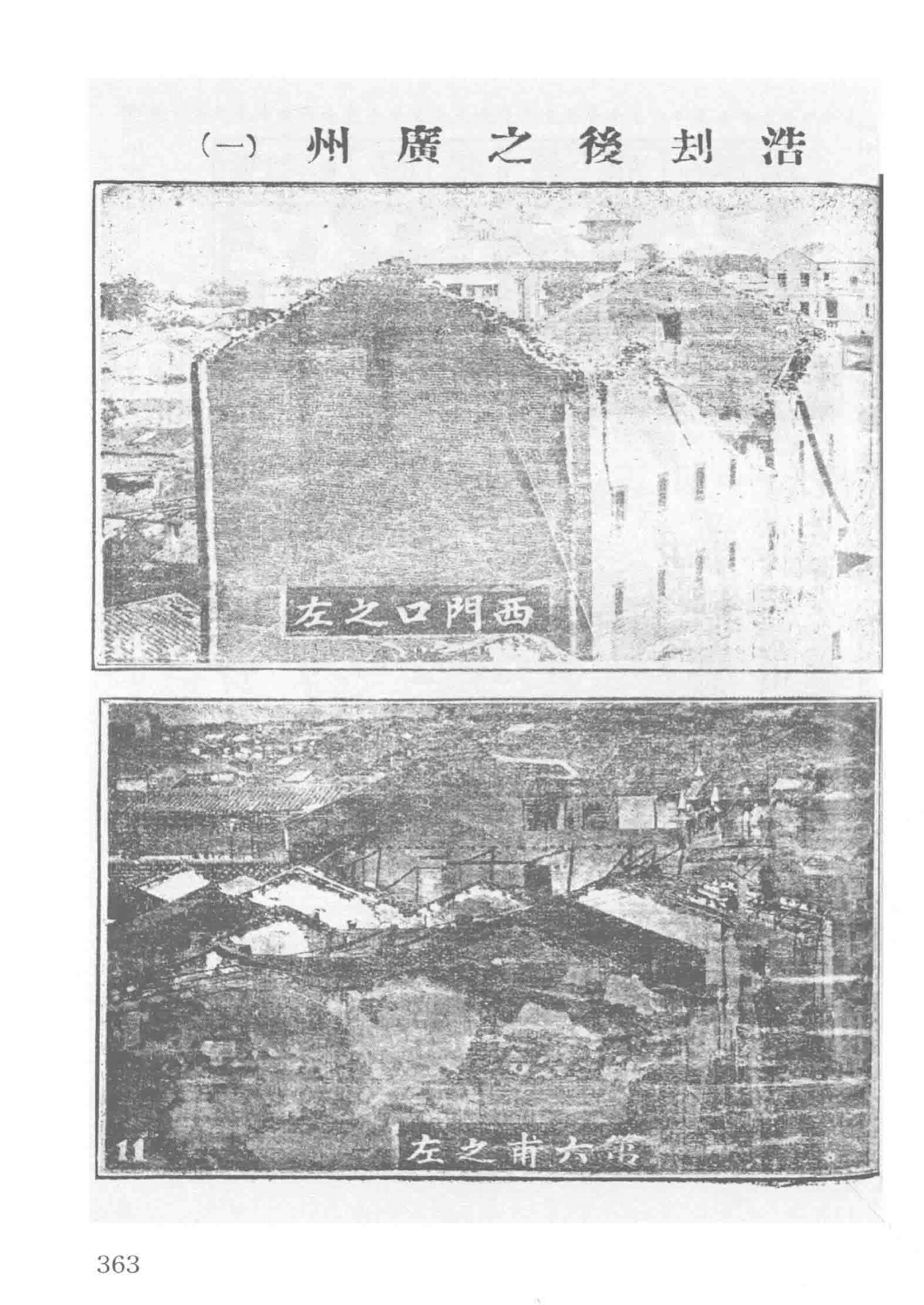
大火の後の広州
大火の後の広州
大火の後の広州
大火の後の広州
大火の後の広州